# 交点数 (結び目理論)

最小交点数が7以下の合成結び目でない結び目の表（鏡像は省略している）。

交点数（こうてんすう、Crossing number）とは、位相幾何学の一分野である結び目理論において結び目（絡み目）またはその射影図に対して定義される量。結び目（絡み目）の交点数は結び目（絡み目）の不変量である。

## 定義
結び目（絡み目）の（正則な）射影図において、その中に含まれる交点の個数を、その射影図の交点数という。また、結び目（絡み目）の射影図のうち交点数が最も少ない射影図を最小交点射影図といい、最小交点射影図の交点数をその結び目（絡み目）の交点数という（射影図の交点数と区別するために最小交点数または最小交差数ということもある）。
絡み目Lの交点数は記号としてはc(L)で表すことが多い。

## 性質
与えられた結び目・絡み目に対してその交点数を求める一般的な方法は知られていないが、交代絡み目の場合は、既約交代射影図が最小交点射影図となることが知られているので容易に求めることができる（テイト予想も参照）。非交代結び目の場合は、その結び目が n 交点の射影図を持ち、なおかつ n-1 交点以下の全ての結び目と異なることを（不変量などを用いて）示すことができれば、交点数が n であるといえたことになる。
絡み目 L1 と L2 の合成を L1 # L2 とすると、定義より明らかにc(L1 # L2)≦c(L1) + c(L2)が成立するが、さらにc(L1 # L2) = c(L1) + c(L2)が成立するどうかは未解決問題となっている。ただし交代絡み目に限れば成立するということが1987年頃に証明されている。
一般的な結び目の表は、最小交点数が少ない順に分類されている。各交点数に対する合成結び目でない結び目の個数は、以下のようになっている（この表では鏡像は区別していない）。
| 交点数       | 0 | 1 | 2 | 3 | 4 | 5 | 6 | 7 | 8  | 9  | 10  | 11  | 12   | 13   | 14    | 15     | … |
| 結び目の個数 | 1 | 0 | 0 | 1 | 1 | 2 | 3 | 7 | 21 | 49 | 165 | 552 | 2176 | 9988 | 46972 | 253293 | … |

交点数が0,3,4の結び目はそれぞれ自明な結び目、三葉結び目、8の字結び目であり、交点が2つ以下の結び目の射影図は全て自明な結び目となるため交点数1,2の結び目は無い。
また、n が4以上であれば n 交点の素な結び目の個数より n+1 交点の素な結び目の個数の方が多いことが予想されるが、証明はされていない。ただし、n が4以上のときに n 交点の結び目の個数が n に関する指数関数によって下からおさえられることが分かっている。
交点数が少ないうちは交代結び目・可逆な結び目の割合が多い（7交点以下の素な結び目で非可逆な結び目や非交代結び目は無い）。しかし交点数が増えるにしたがって交代結び目の占める割合は減っていく。
奇数の交点数を持つ結び目は両手型結び目にならないと予想されていたが、15交点の両手型結び目が1997年に発見された。交代結び目については、交点数が奇数なら両手型でないことが証明されている。